# Giacinto Prandelli

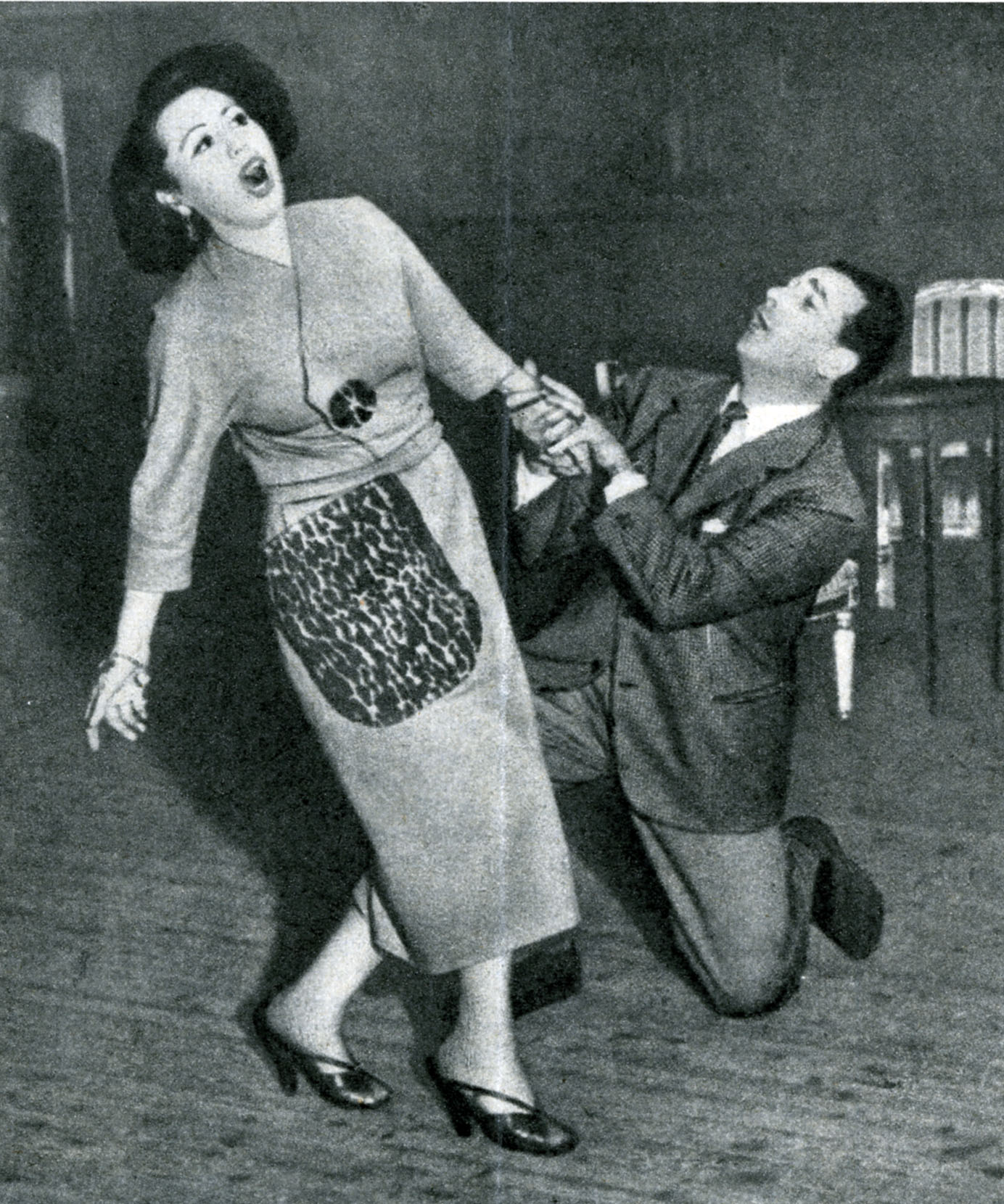
Giacinto Prandelli con Margherita Carosio durante le prove di Amelia al ballo (1956)

Giacinto Prandelli (Lumezzane, 8 febbraio 1914 – Milano, 14 giugno 2010) è stato un tenore italiano.

## Biografia
Studiò con Grandini a Brescia e Fornarini a Roma, debuttando nel 1940 ne Il Mito di Caino di Franco Margola al Teatro Donizetti di Bergamo, dove ritornò due anni dopo ne La bohème. Seguirono l'esordio al Teatro dell'Opera di Roma ne La traviata nel 1943 e apparizioni a Firenze, Bologna, Genova, Palermo.
Nel 1944 debuttò alla Scala in Gianni Schicchi, apparendovi poi regolarmente per oltre un ventennio, tra cui  la Nona sinfonia di Beethoven nel 1946 e il concerto commemorativo di Arrigo Boito nel 1948 diretti da Arturo Toscanini, la Messa di requiem di Verdi e La traviata, con Renata Tebaldi, nel 1951, entrambe con la direzione di Victor de Sabata. Nel 1955 sostituì Giuseppe Di Stefano ne La traviata, con Maria Callas. la direzione di Carlo Maria Giulini e la regia di Luchino Visconti.
Dagli anni cinquanta iniziò anche la carriera internazionale apparendo a Lisbona, Barcellona, Monte Carlo, Buenos Aires. Del 1951 fu il debutto al Metropolitan di New York, seguito dalla San Francisco Opera nel 54 e dalla Lyric Opera di Chicago nel 56. 
Si distinse come tenore lirico nel repertorio italiano (Edgardo, Duca di Mantova, Alfredo, Rodolfo, Pinkerton, Faust) e francese (Werther, Des Grieux, Faust), con puntate nel campo del lirico spinto (Manon Lescaut, La Gioconda, Adriana Lecouvreur). Affrontò inoltre il repertorio moderno di autori come Wolf Ferrari, Alfano, Menotti, Respighi.
Nel 1976 diede l'addio alle scene volendosi esibire una volta a Brescia, sua città capoluogo, dove interpretò Francesca da Rimini al Teatro Grande.

## Repertorio
| Ruolo                     | Titolo                          | Autore       |
| ------------------------- | ------------------------------- | ------------ |
| Principe Dimitri          | Risurrezione                    | Alfano       |
| Florestano                | Fidelio                         | Beethoven    |
| Faust                     | Mefistofele                     | Boito        |
| Peter Grimes              | Peter Grimes                    | Britten      |
| Giuseppe Hagenbach        | La Wally                        | Catalani     |
| Julien                    | Louise                          | Charpentier  |
| Conte Floreski            | Lodoïska                        | Cherubini    |
| Maurizio di Sassonia      | Adriana Lecouvreur              | Cilea        |
| Edgardo di Ravenswood     | Lucia di Lammermoor             | Donizetti    |
| Ernesto                   | Don Pasquale                    | Donizetti    |
| Fernando                  | La Favorita                     | Donizetti    |
| Loris Ipanov              | Fedora                          | Giordano     |
| Faust                     | Faust                           | Gounod       |
| Grimoaldo                 | Rodelinda                       | Händel       |
| Porcus                    | Giovanna d'Arco al rogo         | Honegger     |
| Fritz Kobus               | L'amico Fritz                   | Mascagni     |
| Cavaliere Des Grieux      | Manon                           | Massenet     |
| Werther                   | Werther                         | Massenet     |
| L'amante di Amelia        | Amelia al ballo                 | Menotti      |
| Avito                     | L'amore dei tre re              | Montemezzi   |
| Belmonte                  | Il ratto dal serraglio          | Mozart       |
| Don Ottavio               | Don Giovanni                    | Mozart       |
| Grigorij                  | Boris Godunov                   | Musorgskij   |
| Andreij                   | Chovanščina                     | Musorgskij   |
| Marchese della Conchiglia | La buona figliuola              | Piccinni     |
| Enzo Adorno               | La Gioconda                     | Ponchielli   |
| Cavaliere de la Force     | I dialoghi delle Carmelitane    | Poulenc      |
| Roberto                   | Le Villi                        | Puccini      |
| Des Grieux                | Manon Lescaut                   | Puccini      |
| Rodolfo                   | La bohème                       | Puccini      |
| Mario Caravadossi         | Tosca                           | Puccini      |
| F.B. Pinkerton            | Madama Butterfly                | Puccini      |
| Ruggero                   | La rondine                      | Puccini      |
| Luigi                     | Il tabarro                      | Puccini      |
| Rinuccio                  | Gianni Schicchi                 | Puccini      |
| Donello                   | La fiamma                       | Respighi     |
| Bruto                     | Lucrezia                        | Respighi     |
| Eumolpo                   | Perséphone                      | Stravinskij  |
| Duca di Mantova           | Rigoletto                       | Verdi        |
| Alfredo Gérmont           | La traviata                     | Verdi        |
| Fenton                    | Falstaff                        | Verdi        |
| Lohengrin                 | Lohengrin                       | Wagner       |
| David                     | I maestri cantori di Norimberga | Wagner       |
| Gennaro                   | I gioielli della Madonna        | Wolf-Ferrari |
| Paolo Malatesta           | Francesca da Rimini             | Zandonai     |

## Discografia

### Incisioni in studio
- Fedora, con Maria Caniglia, Scipio Colombo, dir. Mario Rossi - Cetra 1950
- Francesca da Rimini, con Maria Caniglia, Carlo Tagliabue, dir. Antonio Guarnieri - Cetra 1950*Adriana Lecouvreur, con Carla Gavazzi, Mitì Truccato Pace, Saturno Meletti, dir. Alfredo Simonetto - Cetra 1951
- La bohème, con Renata Tebaldi, Giovanni Inghilleri, Hilde Gueden, Raffaele Arié, dir. Alberto Erede - Decca 1951
- Lucia di Lammermoor, con Renata Ferrari-Ongaro, Philip Maero, Norman Scott, dir. Jonel Perlea - Remington 1951
- Manon (DVD, in ital.), con Rosanna Carteri, Afro Poli, dir. Vittorio Gui - video-Rai 1952 ed. VAI/GOP (solo audio)
- La rondine, con Eva de Luca, Ornella Rovero, Vladimiro Pagano, dir. Federico Del Cupolo - HMV 1953
- Amelia al ballo, con Margherita Carosio, Rolando Panerai, Maria Amadini, dir. Nino Sanzogno - HMV 1953-54
- Il tabarro, con Tito Gobbi, Margaret Mas, Miriam Pirazzini, Piero De Palma, dir. Vincenzo Bellezza - HMV 1955
- Mefistofele, con Boris Christoff, Orietta Moscucci, dir. Vittorio Gui - HMV 1956
- Manon Lescaut (DVD), con Clara Petrella, Enzo Sordello, dir. Angelo Questa - video-Rai 1956

### Registrazioni dal vivo
- Messa di requiem, con Renata Tebaldi, Cloe Elmo, Cesare Siepi, dir. Arturo Toscanini - La Scala 1950 ed. IDIS
- Messa di requiem, con Renata Tebaldi, Nell Rankin, Nicola Rossi-Lemeni, dir. Victor de Sabata - La Scala 1951 Decca
- La traviata, con Licia Albanese, Renato Capecchi, dir. Fausto Cleva - Met 1951 ed. Lyric Distribution
- La traviata, con Lina Pagliughi, Paolo Silveri, dir. Mario Rossi - Milano-Rai 1951 ed. Lyric Distribution
- La traviata, con Renata Tebaldi, Gino Orlandini, dir. Carlo Maria Giulini - Milano-Rai 1952 ed. Stradivarius
- Rigoletto, con Giuseppe Taddei, Agnes Ayres, Giulio Neri, dir. Mario Rossi - Milano-Rai 1952 ed. Lyric Distribution
- La traviata, con Renata Tebaldi, Carlo Tagliabue, dir. Tullio Serafin - Napoli 1954 ed. Bongiovanni/Archipel
- La traviata, con Licia Albanese, Ettore Bastianini, dir. Alberto Erede - Met 1955 ed. Lyric Distribution
- La fiamma, con Anna Moffo, Lucia Danieli, Carlo Tagliabue, dir. Francesco Molinari Pradelli - Rai-Milano 1955 ed. GOP
- Lucia di Lammermoor, con Leyla Gencer, Nino Carta, Antonio Massaria, dir. Oliviero De Fabritiis - Trieste 1957 ed. Melodram/Bongiovanni/Opera Lovers
- La guerra, con Magda Olivero, Nicoletta Panni, Walter Alberti, dir. Massimo Freccia - Rai-Roma 1960 ed. Eklipse
- La Wally, con Renata Tebaldi, Dino Dondi, Silvio Majonica, Jolanda Gardino, dir. Arturo Basile - Rai-Roma 1960 Cetra
- Gunther von Schwarzburg (in italiano), con Anna Moffo, Luigi Infantino, Orietta Moscucci, dir. Oliviero De Fabritiis - Rai-Roma 1960 Myto